# Szigly Gábor János
Szigly Gábor János, Szigel János (Hajmáskér, 1803. december 22. – Szentgyörgy (Jur pri Bratislave), 1860. március 22.) kegyes tanítórendi áldozópap és igazgató-tanár.

## Életútja
Szigly Ádám velencei árendás és Sziber Teréz fia. Iskoláit Veszprémben járta, majd 1817-ben Győrbe ment, ahol a királyi Akadémián elvégezte a két filozófiai osztályt, majd a piarista rendbe lépett 1819. október 8-án Kecskeméten. Mint klerikus tanított Tatán (1821-24); majd két évig teológus volt Nyitrán. 1825. május 26-án szerzetesi fogadalmat tett, 1827. augugsztus 31-én pappá szentelték. Tanított Vácon (1826-27.), majd ismét Tatán (1830-32.), ezután Budán (1833-1837.) előbb a grammatikai, majd a poetika osztályban. 1838-ban Bécsbe ment és a Theresianumban a nemesi ifjak felügyelője lett. 1840-től Kecskeméten a rendi novíciusok másodmestere volt. 1843-ban Vácon lett tanár, majd 1845-ben Pesten, ahol két évig a magyar nyelv és költészet tanára volt. 1846-ban Kecskeméten, 1847-ben Nyitrán, 1848-ban Léván igazgató (az előbbi két helyen házfőnök is). Egy évi kalocsai tanárkodás után 1850-52-ben a szentgyörgyi ház főnöke lett. 1852 és 1859 között Máramarosszigeten volt házfőnök és igazgató, valamint a görög és magyar nyelv tanára. 1859-ben Sátoraljaújhelyen, azután 1860-ban Szentgyörgyön volt spirituális.

## Munkái
- Ft. Külley Nep. János úrnak, midőn nagypréposti székében iktatnék, tiszteletül ajánlá a veszprémi kegyes iskolák háza 1830. Veszprém. (Költemény).
- Adm. Rev. ac Clar. patri Joanni Crosser clericorum regularium scholarum piarum per Hungariam et transilvaniam praepositi provinciali etc. ad diem natalem 28-am Jan. 1845. r. gymnasium Pestiense. Pestini. (Költemény).
- Örömdal... Grosser Ker. Jánosnak... a kegyestanítórend kormányzójának... midőn ugyanazon szerzet pesti házát s kir. tanodalmát 1846-ban törvényesen meglátogatná. Pest.

## Kiadta
- Költészeti zsenge mutatványok 1845-ben Pesten. Buda, 1845. (Két kiadás. Tanítványainak költeményeivel). U. az II. kötet. Pest, 1846.